# Jaime Camil
Jaime Camil je meksički glumac, pjevač, voditelj i komičar.

## Životopis
Rođen je 22. srpnja 1973. u Mexico Cityju. Jedino je dijete iz prvog braka istaknutog meksičkog biznismena egipatskog podrijetla Jaime Camil Garza i brazilske pjevačice Cecilia Saldaña da Gama. Razveli su se kada je imao 5 godina. Otac se ponovno oženio i obitelj je postala brojnija. Zbog bolje gospodarske situacije lakše se mogao brinuti o sinu. Preselio se kod oca s 12 godina. Studirao je poslovnu administraciju kako bi radio u nekoj od očevih tvrtki, ali je otišao u show-biznis. Ušao je u svijet poznatih protiv volje svoga oca koji je želio da bude biznismen. Na početku karijere govorilo se kako mu je otac namještao poslove, što je on odlučno negirao.  Govori četiri jezika: španjolski, engleski, portugalski i francuski. U dugogodišnjoj je vezi s manekenkom Heidi Balvanera, s kojm ima dvoje djece.

## Karijera
Počeo je 1993. raditi na radiju Radioactivo 98.5 u Mexico Cityju kao spiker. Na televiziji debitira 1995. u svojoj emisiji El Show de Jaime Camil. 1996. radi novu emisiju Noćni provod s Jaimem Camilom (Qué Nochecita con Jaime Camil). 1999. izlazi njegov prvi glazbeni album Para estar contigo. Veliki uspjeh postiže u Meksiku, Americi i širom Latinske Amerike. Posebno se izdvajaju pjesme Nada es igual sin tí (Ništa nije isto bez tebe) i Nunca dejarte ir (Nikada te neću pustiti da odeš). 
2000. ulazi svet glume i igra negativca u Televisinoj seriji Ti si moja sudbina. 2001. izdaje drugi glazbeni album Una vez más (Još jedan put), koji nije prošao zapaženo zbog slabe promocije. Iste godine pjeva na albumu Tributo a las víctimas del 9/11, koji je posvećen žrtvama 11. rujna. 
2002. se vraća na televiziju kao voditelj glazbenog natjecanja "Operacija Trijumf". U to vrijeme živio je u Miamiu zbog obaveza prema diskografskoj kući koja mu je izdala glazbeni album, a putovao je jednom tjedno za Meksiko kako bi vodio OT. 2004. igra u telenoveli Srce u plamenu. Po završetku snimanja Srca u plamenu seli se u New York, gdje živi skoro godinu dana. S mjuziklom Los reyes del mambo gostuje širom Amerike.
Kasnije sudjeluje u kazališnoj predstavi Latinologuez, koja se igra s velikim uspjehom i na Broadwayu. Isto tako se istaknuo i na velikom platnu. 1997. debitira u filmu Delfines. 2004. i 2005. igra u kratkometražnim filmovima Mariana made in Tepito i Volver, volver.
Dvije godine zaredom, 2006. i 2007. časopis People en español uvrstio ga je u 50 najljepših latinoamerikanaca (50 latinos más bellos). U svibnju 2007. igra kapetana Kuku u dječjoj predstavi Petar Pan kazališta Aldama u Mexico Citiyju. Predstava je bila veoma gledana i dobila je odlične kritike. 7. studenog 2011. počinje sa snimanjem humoristične telenovele Por ella soy Eva, u kojoj ima glavnu ulogu i igra muškarca koji se prerušava u ženu.

## Vanjske poveznice
- Životopis na Televisinoj stranici  Arhivirana inačica izvorne stranice od 27. veljače 2015. (Wayback Machine)
- Službena stranica  Arhivirana inačica izvorne stranice od 28. ožujka 2018. (Wayback Machine)